# 土佐七雄
土佐七雄（とさしちゆう）は、室町時代末期から戦国時代にかけて土佐国に存在した7つの豪族の総称。

## 土佐七雄の成り立ち
土佐国は古来より罪人などが流される地であり、北を四国山地に塞がれ、南は太平洋に面しているため、どこにも行けぬ陸の孤島であった。
南北朝時代に細川頼益が守護代として入国し安定を見せたが、応仁元年（1467年）の応仁の乱の後の細川政元の暗殺（永正の錯乱）から始まる内紛で細川氏が衰退していくと、在地の豪族達が勢力を伸ばし始めた。これらが土佐七雄の始まりである。
元亀2年（1571年）、土佐最大勢力の本山氏が長宗我部氏（長宗我部元親）に降伏した事で、土佐統一を成し遂げた。土佐七雄を制したのは長宗我部氏となった。
その後も長宗我部氏は阿波国や伊予国、讃岐国へと進出し、四国統一を果たすべく活動するが、四国統一を目前の天正13年（1583年）に豊臣秀吉による四国攻めを受けて降伏。土佐一国を安堵されるに留まった。
慶長5年（1600年）の関ヶ原の戦いでは、長宗我部氏は関ヶ原まで出陣するも不戦敗となり、土佐国を失った。その後の土佐国は、徳川方で尾張出身の山内一豊が入国して土佐藩を立藩。長宗我部遺臣を弾圧したことで、土佐七雄は表舞台から消えてしまった。
慶長19年（1614年）に勃発した大坂の陣では、土佐国を追われていた当主の長宗我部盛親が豊臣秀頼に味方して活躍するも、最終的に豊臣方は敗北。長宗我部盛親は処刑されて長宗我部氏は断絶する。
土佐七雄のうち、武士として家系を繋いだのは香宗我部氏で、後に佐倉藩堀田家の家臣となっている。

## 豪族一覧
- 本山氏 - 長岡郡5000貫を支配した。本山茂宗など。
- 吉良氏 - 吾川郡5000貫を支配した。吉良親貞・吉良親実など。
- 安芸氏 - 安芸郡5000貫を支配した。安芸国虎など。
- 津野氏 - 高岡郡5000貫を支配した。津野親忠など。
- 香宗我部氏 - 香美郡4000貫を支配した。香宗我部親泰など。
- 大平氏 - 高岡郡4000貫を支配した。大平元国など。
- 長宗我部氏 - 長岡郡3000貫を支配した。長宗我部国親・長宗我部元親など。

- この他、香宗我部氏の代わりに香美郡の山田氏を入れる場合もある。
- 幡多郡16000貫を領する土佐一条氏は土佐下向後も土佐国司、正二位の家格を誇り、七雄の別格的存在である。